# Zollie Volchok
Zollie Volchok né le 22 septembre 1916 à Salem, Oregon, et mort le 26 février 2012 d'une pneumonie, est un dirigeant américain de basket-ball. Il fut le General Manager des Supersonics de Seattle en National Basketball Association (NBA). Il mena l'équipe au titre de champion NBA en 1979 et remporta le trophée de NBA Executive of the Year en 1983.